# Amsterdamsche Football Club Ajax 2020-2021
Questa voce raccoglie le informazioni riguardanti l'Amsterdamsche Football Club Ajax nelle competizioni ufficiali della stagione 2020-2021.

## Maglie e sponsor
| Casa | Trasferta | Terza divisa |

Sponsor ufficiale: Ziggo
Fornitore tecnico: Adidas

## Rosa
| N. |                        | Ruolo | Calciatore             |
| -- | ---------------------- | ----- | ---------------------- |
| 1  | Paesi Bassi (bandiera) | P     | Maarten Stekelenburg   |
| 2  | Paesi Bassi (bandiera) | D     | Jurriën Timber         |
| 3  | Paesi Bassi (bandiera) | D     | Perr Schuurs           |
| 4  | Messico (bandiera)     | D     | Edson Álvarez          |
| 5  | Suriname (bandiera)    | D     | Sean Klaiber           |
| 6  | Paesi Bassi (bandiera) | C     | Davy Klaassen          |
| 7  | Brasile (bandiera)     | A     | David Neres            |
| 8  | Paesi Bassi (bandiera) | C     | Ryan Gravenberch       |
| 9  | Paesi Bassi (bandiera) | A     | Klaas-Jan Huntelaar    |
| 9  | Marocco (bandiera)     | A     | Oussama Idrissi        |
| 10 | Serbia (bandiera)      | A     | Dušan Tadić (capitano) |
| 11 | Paesi Bassi (bandiera) | A     | Quincy Promes          |
| 12 | Marocco (bandiera)     | D     | Noussair Mazraoui      |
| 15 | Paesi Bassi (bandiera) | D     | Devyne Rensch          |
| 16 | Paesi Bassi (bandiera) | P     | Kjell Scherpen         |

| N. |                           | Ruolo | Calciatore         |
| -- | ------------------------- | ----- | ------------------ |
| 17 | Paesi Bassi (bandiera)    | D     | Daley Blind        |
| 18 | Paesi Bassi (bandiera)    | C     | Jurgen Ekkelenkamp |
| 19 | Marocco (bandiera)        | C     | Zakaria Labyad     |
| 20 | Ghana (bandiera)          | C     | Mohammed Kudus     |
| 21 | Argentina (bandiera)      | D     | Lisandro Martínez  |
| 22 | Costa d'Avorio (bandiera) | A     | Sébastien Haller   |
| 23 | Burkina Faso (bandiera)   | A     | Lassina Traoré     |
| 24 | Camerun (bandiera)        | P     | André Onana        |
| 25 | Paesi Bassi (bandiera)    | C     | Kenneth Taylor     |
| 26 | Danimarca (bandiera)      | C     | Victor Jensen      |
| 27 | Paesi Bassi (bandiera)    | A     | Noa Lang           |
| 28 | Stati Uniti (bandiera)    | D     | Sergiño Dest       |
| 30 | Paesi Bassi (bandiera)    | A     | Brian Brobbey      |
| 31 | Argentina (bandiera)      | D     | Nicolás Tagliafico |
| 33 | Croazia (bandiera)        | P     | Dominik Kotarski   |
| 39 | Brasile (bandiera)        | A     | Antony             |

## Calciomercato

### Sessione estiva
| Acquisti         | Acquisti             | Acquisti     | Acquisti                     |
| R.               | Nome                 | da           | Modalità                     |
| ---------------- | -------------------- | ------------ | ---------------------------- |
| A                | Antony               | San Paolo    | definitivo (15,75 milioni €) |
| C                | Davy Klaassen        | Werder Brema | definitivo (11,7 milioni €)  |
| A                | Mohammed Kudus       | Nordsjælland | definitivo (9 milioni €)     |
| D                | Sean Klaiber         | Utrecht      | definitivo (4,25 milioni €)  |
| P                | Maarten Stekelenburg | Everton      | gratuito                     |
| Altre operazioni |                      |              |                              |
| R.               | Nome                 | da           | Modalità                     |
| D                | Lisandro Magallán    | Alavés       | fine prestito                |
| A                | Hassane Bandé        | Thun         | fine prestito                |

| Cessioni         | Cessioni          | Cessioni          | Cessioni                  |
| R.               | Nome              | a                 | Modalità                  |
| ---------------- | ----------------- | ----------------- | ------------------------- |
| A                | Hakim Ziyech      | Chelsea           | definitivo (40 milioni €) |
| C                | Donny van de Beek | Manchester Utd    | definitivo (39 milioni €) |
| D                | Sergiño Dest      | Barcellona        | definitivo (21 milioni €) |
| D                | Joël Veltman      | Brighton          | definitivo (1 milione €)  |
| P                | Benjamin van Leer | Sparta Rotterdam  | n.d.                      |
| C                | Răzvan Marin      | Cagliari          | prestito                  |
| D                | Lisandro Magallán | Crotone           | prestito                  |
| C                | Carel Eiting      | Huddersfield Town | prestito                  |
| A                | Noa Lang          | Club Bruges       | prestito                  |
| D                | Kik Pierie        | Twente            | prestito                  |
| Altre operazioni |                   |                   |                           |
| R.               | Nome              | da                | Modalità                  |
| P                | Bruno Varela      | Benfica           | fine prestito             |
| A                | Ryan Babel        | Galatasaray       | fine prestito             |

### Sessione invernale
| Acquisti         | Acquisti         | Acquisti     | Acquisti                    |
| R.               | Nome             | da           | Modalità                    |
| ---------------- | ---------------- | ------------ | --------------------------- |
| A                | Sébastien Haller | West Ham Utd | definitivo (22,5 milioni €) |
| A                | Oussama Idrissi  | Siviglia     | prestito                    |
| Altre operazioni |                  |              |                             |
| R.               | Nome             | da           | Modalità                    |

| Cessioni         | Cessioni            | Cessioni      | Cessioni                   |
| R.               | Nome                | a             | Modalità                   |
| ---------------- | ------------------- | ------------- | -------------------------- |
| A                | Quincy Promes       | Spartak Mosca | definitivo (8,5 milioni €) |
| A                | Klaas-Jan Huntelaar | Schalke 04    | gratuito                   |
| Altre operazioni |                     |               |                            |
| R.               | Nome                | da            | Modalità                   |

## Risultati

### Eredivisie

#### Girone di andata
| Arbitro: | Kamphuis |

|  |           |            |
|  | Marcatori | 37’ Antony |

| Arbitro: | Nijhuis |

|                                   |           |  |
| Tadić 10’ Labyad 34’ Martínez 73’ | Marcatori |  |

| Arbitro: | Van Boekel |

|                       |           |            |
| Promes 21’ Antony 70’ | Marcatori | 56’ Bazoer |

| Arbitro: | Higler |

|          |           |  |
| Balk 49’ | Marcatori |  |

| Arbitro: | Kuipers |

|                                                        |           |             |
| Tadić 4’, 28’ Kudus 35’ Klaassen 72’ (rig.) Antony 87’ | Marcatori | 66’ Veerman |

| Arbitro: | Makkelie |

|  |           | |
|  | Marcatori | 12’, 57’ Ekkelenkamp 17’, 32’, 54’, 65’, 87’ L. Traoré 45’ Tadić 55’ Antony 59’ Blind 74’ (rig.), 76’ Huntelaar 79’ Martínez |

| Arbitro: | Mulder |

|                                                                    |           |               |
| Klaassen 32’, 45’ Brobbey 74’ Tadić 86’ (rig.) Promes 90+5’ (rig.) | Marcatori | 7’, 90+6’ Cox |

| Arbitro: | Kuipers |

|  |           |                                            |
|  | Marcatori | 62’ Klaassen 71’ (rig.) Tadić 90+1’ Promes |

| Arbitro: | Manschot |

|                                                  |           |  |
| L. Traoré 6’ Neres 29’ Labyad 36’, 77’ Tadić 57’ | Marcatori |  |

| Arbitro: | Gözübüyük |

|  |           |                                                                  |
|  | Marcatori | 20’ Klaassen 29’ Labyad 38’ L. Traoré 69’ Ekkelenkamp 82’ Promes |

| Arbitro: | Lindhout |

|                  |           |                |
| Tadić 59’ (rig.) | Marcatori | 22’, 84’ Menig |

| Arbitro: | Van Boekel |

|                                                      |           |  |
| Huntelaar 7’ Promes 11’ Antony 35’ Gravenberch 90+2’ | Marcatori |  |

| Arbitro: | Nijhuis |

|                        |           |                                         |
| Kramer 49’ Bourard 70’ | Marcatori | 20’ Tadić 22’, 32’ Huntelaar 30’ Labyad |

| Arbitro: | Manschot |

|            |           |           |
| Wriedt 54’ | Marcatori | 4’ Antony |

| Arbitro: | Kuipers |

|                       |           |                |
| Promes 40’ Antony 65’ | Marcatori | 2’, 21’ Zahavi |

| Arbitro: | Van Boekel |

|                 |           |                                |
| Pleguezuelo 84’ | Marcatori | 7’ Haller 90’, 90+1’ Huntelaar |

| Arbitro: | Makkelie |

|                 |           |  |
| Gravenberch 22’ | Marcatori |  |

#### Girone di ritorno
| Arbitro: | Higler |

|            |           |                              |
| Tirpan 48’ | Marcatori | 19’ (aut.) Polter 64’ Haller |

| Arbitro: | Mulder |

|                                    |           |              |
| Klaassen 51’ Brobbey 83’ Tadić 87’ | Marcatori | 62’ Paulidīs |

| Arbitro: | Nijhuis |

|  |           |                                     |
|  | Marcatori | 14’ Antony 60’ Klaassen 90+4’ Neres |

| Arbitro: | Lindhout |

|                |           |                      |
| E. Álvarez 70’ | Marcatori | 13’ (rig.) Gustafson |

| Arbitro: | Blom |

|  |           |                         |
|  | Marcatori | 14’ Klaassen 79’ Haller |

| Arbitro: | Manschot |

|                                         |           |                           |
| Haller 14’, 37’ Schuurs 45+4’ Kudus 50’ | Marcatori | 53’, 90+1’ D. Gravenberch |

| Arbitro: | Makkelie |

|            |           |                    |
| Zahavi 39’ | Marcatori | 90+2’ (rig.) Tadić |

| Arbitro: | Higler |

|                                            |           |                  |
| Gravenberch 5’ Haller 54’ Tadić 77’ (rig.) | Marcatori | 84’ El Messaoudi |

| Arbitro: | Van Boekel |

|  |           |                          |
|  | Marcatori | 28’ Neres 38’ Tagliafico |

| Arbitro: | Lindhout |

|                                                              |           |  |
| Rensch 11’ Brobbey 21’ E. Álvarez 32’ Tadić 44’ Klaassen 50’ | Marcatori |  |

| Arbitro: | Kamphuis |

|                |           |                             |
| Van Bergen 27’ | Marcatori | 36’ (rig.) Tadić 61’ Haller |

| Arbitro: | Nijhuis |

|  |           |            |
|  | Marcatori | 14’ Haller |

| Arbitro: | Van Boekel |

|                   |           |  |
| Klaassen 66’, 90’ | Marcatori |  |

| Arbitro: | Blom |

|                                                  |           |  |
| J. Timber 10’ Haller 61’ Rensch 66’ Klaassen 74’ | Marcatori |  |

| Arbitro: | Makkelie |

|  |           |                                             |
|  | Marcatori | 21’ (aut.) Senesi 67’ (aut.) Haps 79’ Kudus |

| Arbitro: | Higler |

|                                 |           |  |
| Rensch 10’ Haller 57’ Kudus 77’ | Marcatori |  |

| Arbitro: | Gözübüyük |

|  |           |                                    |
|  | Marcatori | 12’ Haller 43’ Antony 75’ Martínez |

### Coppa d'Olanda
| Arbitro: | Higler |

|                                                     |           |                                          |
| Tadić 8’, 89’ Labyad 45+1’, 81’ St. Jago 54’ (aut.) | Marcatori | 1’, 47’ Mahi 55’ Van de Streek 70’ Sylla |

| Arbitro: | Kamphuis |

|  |           |            |
|  | Marcatori | 34’ Labyad |

| Arbitro: | Gözübüyük |

|                 |           |                      |
| Haller 19’, 24’ | Marcatori | 58’ (aut.) J. Timber |

| Arbitro: | Nijhuis |

|  |           |                                         |
|  | Marcatori | 19’ Klaassen 63’ (rig.) Tadić 77’ Neres |

| Arbitro: | Kuipers |

|                             |           |            |
| Gravenberch 23’ Neres 90+1’ | Marcatori | 30’ Openda |

### UEFA Champions League

#### Fase a gironi
| Arbitro: | Felix Brych |

|  |           |                       |
|  | Marcatori | 35’ (aut.) Tagliafico |

| Arbitro: | Damir Skomina |

|                 |           |                             |
| Zapata 54’, 60’ | Marcatori | 30’ (rig.) Tadić 38’ Traoré |

| Arbitro: | Bobby Madden |

|            |           |                     |
| Dreyer 18’ | Marcatori | 1’ Antony 13’ Tadić |

| Arbitro: | Sergej Karasëv |

|                                        |           |                  |
| Gravenberch 47’ Mazraoui 49’ Neres 66’ | Marcatori | 80’ (rig.) Mabil |

| Arbitro: | Tobias Stieler |

|           |           |  |
| Jones 58’ | Marcatori |  |

| Arbitro: | Carlos del Cerro Grande |

|  |           |            |
|  | Marcatori | 85’ Muriel |

### UEFA Europa League

#### Fase a eliminazione diretta
| Arbitro: | Ivan Kružliak |

|          |           |                              |
| Weah 72’ | Marcatori | 87’ (rig.) Tadić 89’ Brobbey |

| Arbitro: | William Collum |

|                        |           |                   |
| Klaassen 15’ Neres 88’ | Marcatori | 78’ (rig.) Yazıcı |

| Arbitro: | Marco Guida |

|                                      |           |  |
| Klaassen 62’ Tadić 82’ Brobbey 90+2’ | Marcatori |  |

| Arbitro: | Bobby Madden |

|  |           |                            |
|  | Marcatori | 21’ Neres 49’ (rig.) Tadić |

| Arbitro: | Sergej Karasëv |

|              |           |                           |
| Klaassen 39’ | Marcatori | 57’ Pellegrini 87’ Ibañez |

| Arbitro: | Anthony Taylor |

|           |           |             |
| Džeko 72’ | Marcatori | 49’ Brobbey |

## Statistiche

### Statistiche di squadra
| Competizione     | Punti         | In casa | In casa | In casa | In casa | In casa | In casa | In trasferta | In trasferta | In trasferta | In trasferta | In trasferta | In trasferta | Totale | Totale | Totale | Totale | Totale | Totale | DR  |
| Competizione     | Punti         | G       | V       | N       | P       | Gf      | Gs      | G            | V            | N            | P            | Gf           | Gs           | G      | V      | N      | P      | Gf     | Gs     | DR  |
| ---------------- | ------------- | ------- | ------- | ------- | ------- | ------- | ------- | ------------ | ------------ | ------------ | ------------ | ------------ | ------------ | ------ | ------ | ------ | ------ | ------ | ------ | --- |
| Eredivisie       | 88 Vincitrice | 17      | 14      | 2       | 1       | 53      | 14      | 17           | 14           | 2            | 1            | 49           | 9            | 34     | 28     | 4      | 2      | 102    | 23     | +79 |
| KNVB beker       | -             | 2       | 2       | 0       | 0       | 7       | 5       | 2            | 2            | 0            | 0            | 4            | 0            | 5      | 5      | 0      | 0      | 13     | 6      | +7  |
| Champions League | -             | 3       | 1       | 0       | 2       | 3       | 3       | 3            | 1            | 1            | 1            | 4            | 4            | 6      | 2      | 1      | 3      | 7      | 7      | 0   |
| Europa League    |               | 3       | 2       | 0       | 1       | 6       | 3       | 3            | 2            | 1            | 0            | 5            | 2            | 6      | 4      | 1      | 1      | 11     | 5      | +6  |
| Totale           |               | 25      | 19      | 2       | 4       | 69      | 25      | 25           | 19           | 4            | 2            | 62           | 15           | 51     | 39     | 6      | 6      | 133    | 41     | +92 |

### Andamento in campionato
| Giornata  | 1 | 2 | 3 | 4 | 5 | 6 | 7 | 8 | 9 | 10 | 11 | 12 | 13 | 14 | 15 | 16 | 17 | 18 | 19 | 20 | 21 | 22 | 23 | 24 | 25 | 26 | 27 | 28 | 29 | 30 | 31 | 32 | 33 | 34 |
| --------- | - | - | - | - | - | - | - | - | - | -- | -- | -- | -- | -- | -- | -- | -- | -- | -- | -- | -- | -- | -- | -- | -- | -- | -- | -- | -- | -- | -- | -- | -- | -- |
| Luogo     | T | C | C | T | C | T | C | T | C | T  | C  | C  | T  | T  | C  | T  | C  | T  | C  | T  | C  | T  | C  | T  | C  | T  | C  | T  | T  | C  | C  | T  | C  | T  |
| Risultato | V | V | V | P | V | V | V | V | V | V  | P  | V  | V  | N  | N  | V  | V  | V  | V  | V  | N  | V  | V  | N  | V  | V  | V  | V  | V  | V  | V  | V  | V  | V  |
| Posizione | 7 | 2 | 1 | 5 | 2 | 1 | 1 | 1 | 1 | 1  | 1  | 1  | 1  | 1  | 1  | 1  | 1  | 1  | 1  | 1  | 1  | 1  | 1  | 1  | 1  | 1  | 1  | 1  | 1  | 1  | 1  | 1  | 1  | 1  |

Legenda:

Luogo: C = Casa; T = Trasferta. Risultato: V = Vittoria; N = Pareggio; P = Sconfitta.